# Club Deportivo Mariscal Miller
El Mariscal Miller es un club de fútbol de la ciudad peruana de Tacna, en el departamento homónimo. Fue fundado el 18 de enero de 1961 en la ciudad de Tacna. El nombre del club perenniza la memoria de Guillermo Miller, personaje que participó en la Batalla de Junín. Junto con Coronel Bolognesi (su clásico rival), son los equipos más populares en Tacna.

## Historia
Miller participó por primera vez en una Etapa Regional durante la Copa Perú 1969 donde fue eliminado al terminar en segundo lugar en la Región Sur detrás de Melgar. Durante la década siguiente tuvo algunas participaciones en la Regional pero no logró clasificar a la Etapa Nacional.
En la Copa Perú 2003, el club retornó a la Etapa Regional quedando en tercer lugar de su grupo, siendo eliminado. Lo mismo le ocurrió en la Copa Perú 2004, Copa Perú 2006 y Copa Perú 2009 donde quedó nuevamente eliminado.
En el 2010 fue eliminado en la Etapa Departamental de Tacna por el Unión Alfonso Ugarte y el Unión Mirave. Mientras que en la Copa Perú 2011, el equipo rojinegro se cobró la revancha eliminando al Unión Mirave y al Unión Alfonso Ugarte, equipos que lo habían eliminado en la temporada pasada. Clasificó a la Etapa Regional como campeón Departamental de Tacna junto con Sport Nevados, donde quedaría último en su grupo detrás de Atlético Huracán de Moquegua, Aurora y Saetas de Oro, quedando eliminado de la Copa Perú.
En 2012 no logró superar la etapa Departamental en la cual clasificó Deportivo Credicoop y Bolognesi Zepita. En la Copa Perú 2017 fue subcampeón departamental y clasificó a la etapa Nacional donde sólo hizo 4 puntos en la primera fase y quedó en la posición 40 de la tabla general.
En 2022 descendió a la Segunda División distrital. Al año siguiente fue campeón de esa categoría y retornó a la Primera distrital donde se mantuvo hasta 2025 cuando volvió a descender.

## Uniforme
- Uniforme titular: Camiseta roja con delgadas franjas verticales negras, pantalón negro y medias rojas.
- Uniforme alternativo: Camiseta blanca, pantalón blanco y medias blancas.

### Evolución del uniforme
| 2009-2011 Titular | 2012 Titular | 2013 Titular |  |

### Indumentaria y patrocinador
| Periodo           | Patrocinador |
| ----------------- | ------------ |
| 2009 - Actualidad | Loma's       |

| Periodo       | Patrocinador         |
| ------------- | -------------------- |
| 2009          | Pavill Radio Taxi    |
| 2011          | Caja Municipal Tacna |
| 2012          | Chevrolet            |
| 2013-presente | Piscos Cuneo         |

## Rivalidades
Mariscal Miller ha tenido una rivalidad de larga data con el Coronel Bolognesi, con el cual disputa el Clásico Tacneño.

## Entrenadores
- Julio Gil (2014)
- Frank Edwin Pinto Lazo (2016)
- Frank Romero Maquera (2017-2021)

## Estadio
El escenario se encuentra ubicado en Tacna, el cual fue remodelado y ampliado con motivo de ser sede de la Copa América 2004.
Tiene capacidad para 19.850 personas y cuenta con un buen gramado e iluminación artificial. Su nombre original fue Estadio Modelo de Tacna pero fue rebautizado con su actual nombre de Jorge Basadre Grohomann, quien fuera historiador tacneño.

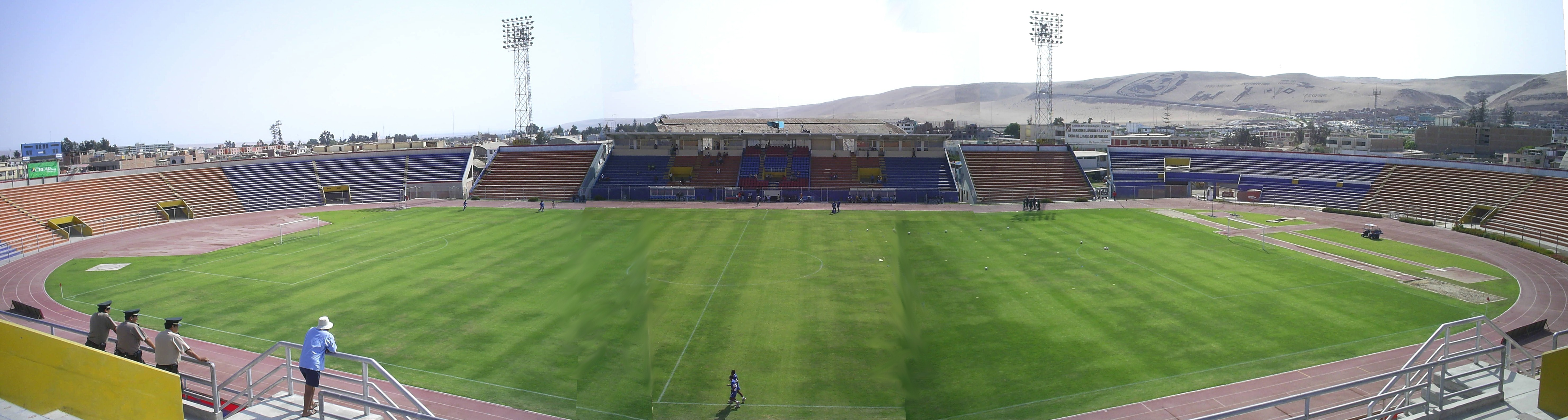
Estadio Jorge Basadre de Tacna.

Antes el estadio solo contaba con las tribunas de Occidente, Oriente solo en la mitad de la capacidad actular, no había tribuna Norte y la de Sur estaba mal construida a la mitad. Con motivo de la Copa América del 2004 se construyó la tribuna Norte, a la del Sur se le remodeló llegando a su máximo de capacidad y la tribuna de Oriente contó con un segundo nivel para 3.500 personas. Además se le colocaron 4 torres para la iluminación necesaria y se mejoraron las vías de acceso.
En otras ocasiones utiliza el estadio "Héroes del Alto de la Alianza".

## Palmarés

### Torneos regionales
| Competición regional                    | Títulos                                               | Subcampeonatos    |
| --------------------------------------- | ----------------------------------------------------- | ----------------- |
| Etapa Regional - Región Sur, VIII (0/2) |                                                       | 1969, 2003.       |
| Liga Departamental de Tacna (9/2)       | 1968, 1969, 1976, 1977, 1978, 2003, 2004, 2009, 2011. | 2006, 2017.       |
| Liga Provincial de Tacna (5/3)          | 1976, 1978, 2003, 2009, 2011.                         | 2015, 2017, 2018. |
| Liga Distrital de Tacna (9/2)           | 1968, 1969, 1976, 2008, 2009, 2010, 2011, 2015, 2016. | 2017, 2018.       |
| Segunda División de Tacna (1/0)         | 2023.                                                 |                   |